# Ланг, Танель
Танель Ланг (эст. Tanel Lang; 15 августа 1995, волость Пярсти, Вильяндимаа) — эстонский футболист, опорный полузащитник.

## Биография
Воспитанник клуба «Тулевик» (Вильянди). С 2011 года начал играть за основной состав «Тулевика», выступавший тогда в третьем дивизионе Эстонии, а с 2013 года стал регулярно выходить в стартовом составе. С 2013 года со своим клубом играл в первой лиге, в сезоне 2014 года клуб занял лишь пятое место, но получил право на выход в высшую лигу. 7 марта 2015 года игрок дебютировал в высшем дивизионе в матче против «Флоры». В 2016 году вместе с клубом снова выступал в первой лиге, где стал победителем, забив за сезон 11 голов. С 2017 года снова играл в высшем дивизионе на протяжении пяти лет, пока в конце 2021 года «Тулевик» не отказался от профессионального статуса и добровольно перешёл в первую лигу. Всего за 11 сезонов в составе «Тулевика» футболист провёл 260 матчей и забил 34 гола во всех лигах, из них 159 матчей и 9 голов в элите.
В 2022 году перешёл в клуб высшей лиги «Таммека» (Тарту).
Привлекался в юношескую сборную Эстонии, сыграл 2 матча.